# 霹靂煞
《霹靂煞》（法語：Nikita）是 1990年的法国电影，由吕克·贝松编剧并执导。

## 情節
妮姬塔（安娜·芭麗瑤飾）是一個十幾歲的不良少女，有海洛因毒癮。一次因毒發而在深夜結夥闖入她朋友父母開的藥房，想搶些藥來壓壓毒癮。不料卻失控成為一場和警方的槍戰，而她在幻覺中誤殺了一名警員，她也因此被判死刑。
然而她在與警方纏鬥的過程中強大的體能引起了法國情報局主管鮑伯(傑奇·卡尤飾)的注意，於是對外公開稱她已被處死，但暗地裡讓她活了下來，給她兩個選擇：一是成為國家的殺手，二是死。在逃跑不成後，她選擇成為國家殺手。
她的第一個任務是在大庭廣眾的高級餐廳中殺死一個外交官，之後並面臨意外的殘酷考驗。在這任務後，她前往巴黎待命，準備隨時接受任務。她在巴黎的超市裡認識了她的男友(尚-雨果·安格拉飾)，但對男友謊稱她是個護士。
她的殺手事業幹得不錯，一直到一個潛入某国旗一大红星黄底像是越南驻法大使館竊取文件的任務，她失風引起注意，而被追殺。上層派出頂級的殺手「清除者」維多(尚·雷諾飾)前來毀滅證據和所有屍體。然而維多最後被殺，她則幸運地逃過一劫。她在這任務後拋下了一切——殺手身分、巴黎、男友；她遠走高飛，從此消失。

## 評論與迴響
本片被大多數的影評人肯定。而後世更稱道的是本片扭轉之後好萊塢與香港動作片的重點所在：開始強調殺手人性的一面。配乐各篇章都电子音乐，呼应当时影片，与主角落莫，或紧张心情极为适当成功，也是导演卢贝松的成名作，再次于1990年代初，掀起再一波法国电影新浪潮，为此片指标领引地位

## 翻拍版本

### 電影
- 《黑貓》（1991年），香港翻拍版本，由梁琤主演。
- 《雙面女蠍星》（The Point of No Return，1993），好萊塢翻拍版本，由約翰·貝德漢（John Badham）執導，布莉姬·芳達（Bridget Fonda）主演。情節主體雖然相同，但改動之處很多，尤其是在最終任務的高潮。

### 電視影集
- 1997年，加拿大製作了以此片為藍本的影集《墮落天使女特務（英语：La Femme Nikita (TV series)）》。此劇集播了5季，於2001年結束。
- 2010年，美國亦會播出改編自此片的電視劇《Nikita》，由Maggie Q主演，描述Nikita逃出組織後，怎樣努力顛覆組織。

## 相關項目
- 斯泰尔AUG突击步枪
- 沙漠之鹰手枪

## 外部連結
- 互联网电影数据库（IMDb）上《霹靂煞》的资料（英文）